# Club Deportivo Astures
El Club Deportivo Astures es un club deportivo de bádminton de la ciudad asturiana de Gijón (España).
Fue fundado en marzo de 2007 por cuatro jugadores de Gijón (David Gómez Casanovas, Patricia Lera Reiriz, Tamara Valcárcel y David González Cuñarro), residentes en Muros de Nalón, que crearon una escuela de bádminton en el Instituto de Enseñanza Secundaria Número 5 Avilés, primero, y otra en El Quirinal, posteriormente.
En 2014 ascendió a Primera División, y en 2025 a la máxima categoría de la Liga Nacional de Clubes de bádminton, la División de Honor.